# 帕特里亚
帕特里亚（芬蘭語：Patria Oyj）是一家芬兰国防、安全和航空航天技术提供商。芬兰政府持有50.1%的股份，挪威国防集团孔斯贝格国防与航空航天则持有49.9%的股份。

## 运营模式
根据新的营收增长策略，帕特里亚的运营模式和组织架构已于2022年初进行了更新。在新的运营模式中，公司的目标是全面利用所有帕特里亚员工的能力。解散了原业务部门（不包括Millog）的运营模式，取而代之的是，帕特里亚创建了由强大的核心职能部门——芬兰分部、全球分部、服务分部和运营分部组成的统一模式：
芬兰分部负责芬兰本国市场，重点关注芬兰国防军。芬兰分部由四个业务领域组成：空军、陆军、海军、联合作战与安全。
全球分部负责国外市场。全球分部的业务领域由北欧、欧洲（不含北欧）和全球（不含欧洲）组成。
服务分部负责产品和服务及其开发和销售支持，由六个产品和服务线组成：机队可用性、生命周期管理、培训和用户支持、C5ISTAR、任务能力、新产品与服务。
运营分部负责生产和供应链，由四个生产线组成：机身与结构运营，发动机、配件和培训运营，陆地运营以及系统和集成化运营。

## 公司高光
2023年6月，帕特里亚与洛克希德·马丁签署了第一份谅解备忘录（MoA），以便在芬兰的F-35行业参与计划内直接开展工作。该MoA涵盖帕特里亚在芬兰进行F-35机身前部组装的合同框架。
帕特里亚于2022年初实行了新的营收增长策略，旨在2025年底前实现利润的增长。此外，公司还准备了支持增长战略的新运营模式，并于2022年初开始执行。集团在公司内部各团体和人员的积极配合下顺利进行了内部谈判。
帕特里亚于2021年庆祝其成立100周年。周年纪念的主题是“安全未来的基础”（The foundation for a secure future）。历史为安全的未来、进步、共同努力和成功奠定了坚实的基础。
2021年，关于芬兰的未来F-35战斗机的决定的出现对帕特里亚来说是一个重大机遇，该公司一直积极参与支持芬兰国防部和HX计划的准备工作。主要任务是保障国家供应安全、装备维护和满足产业合作要求。战斗机采购决定还将促使帕特里亚进入全球F-35供应链。
2021年，芬兰和拉脱维亚与帕特里亚签署了一项框架协议，对联合开发的6x6装甲车系统的生产阶段进行管理。此外，拉脱维亚和帕特里亚还签署了一份交付合同，交付超过200辆6x6装甲运兵车，这些车辆是在联合开发计划中开发的，其中还包括支持和培训系统。车辆交付将于2021年至2029年间进行。芬兰和帕特里亚还签署了未来计划交付的意向书。
作为欧洲国防工业发展计划（EDIDP）的一部分，帕特里亚被选中领导一个国防工业联盟，从2021年起领导开发未来装甲平台并升级现有地面部队的作战能力。该联盟由19个来自不同欧盟国家的领先的防务公司组成。

## 公司历史
帕特里亚的历史始于1921年在芬兰堡建立的芬兰空军飞机制造厂。该业务始于德国汉莎-勃兰登堡许可其制造飞机，1922年至1926年间的总产量达到120架。帕特里亚的百年纪念刊讲述了公司的历史。
2016年3月，挪威国防集团孔斯贝格国防与航空航天宣布同意购买帕特里亚49.9%的股份；孔斯贝格首席执行官沃尔特·夸姆表示，他们公司渴望利用这项交易带来的新机遇，包括帕特里亚拥有挪威弹药制造商纳摩50%的股权。此次交易使帕特里亚的估值达到2.835亿欧元。
2001年，帕特里亚获得了制造NH90直升机多个部件的合同，例如后机身、后坡道、舷梯和滑动门；公司还签署了谅解备忘录，以进行直升机及其发动机的最终组装。2008年3月，芬兰NH90开始交付；自2004年最初的交付日以来，交付已被推迟，因此，为了最大限度地减少进一步的延误，直升机首先以初始作战能力（IOC-）和接近作战配置（IOC+，Nearly Operational Configuration的简称）的标准送达，随后由帕特里亚修改为最终作战配置（FOC，Final Operational Configuration的简称）。2011年9月，芬兰国防军和帕特里亚签署了一项协议，为NH90机队的机上人员提供防弹保护。2015年6月18日，最后一架芬兰NH90成功交付。
帕特里亚为众多飞机制造商生产零部件；它生产世界上最大的客机空客A380的零部件，并且是空客A320系列和ERJ-145的长期供应商。帕特里亚还为欧洲空间局领导的多个项目生产组件。2004年底，公司积极研究空中客车公司的A350和A400M以及波音公司的787飞机。
帕特里亚还为各种飞机提供支持和维护、修理和运营（MRO）服务。2009年，它赢得了一份合同，使用CMC电子的Cockpit 4000航空电子套件对芬兰空军的49架贝宜系统鹰式51/51A进行现代化改造；几个月后，帕特里亚获得了第二份合同，升级18架芬兰鹰式66的航电设备。此外，帕特里亚还为外国用户提供鹰式飞机并为其提供支持，其中包括2011年对波兰空军的竞标。2014年3月，帕特里亚与瑞士航空航天公司RUAG合作，为麦克唐纳-道格拉斯F/A-18大黄蜂用户提供MRO服务。

## 军事产品清单

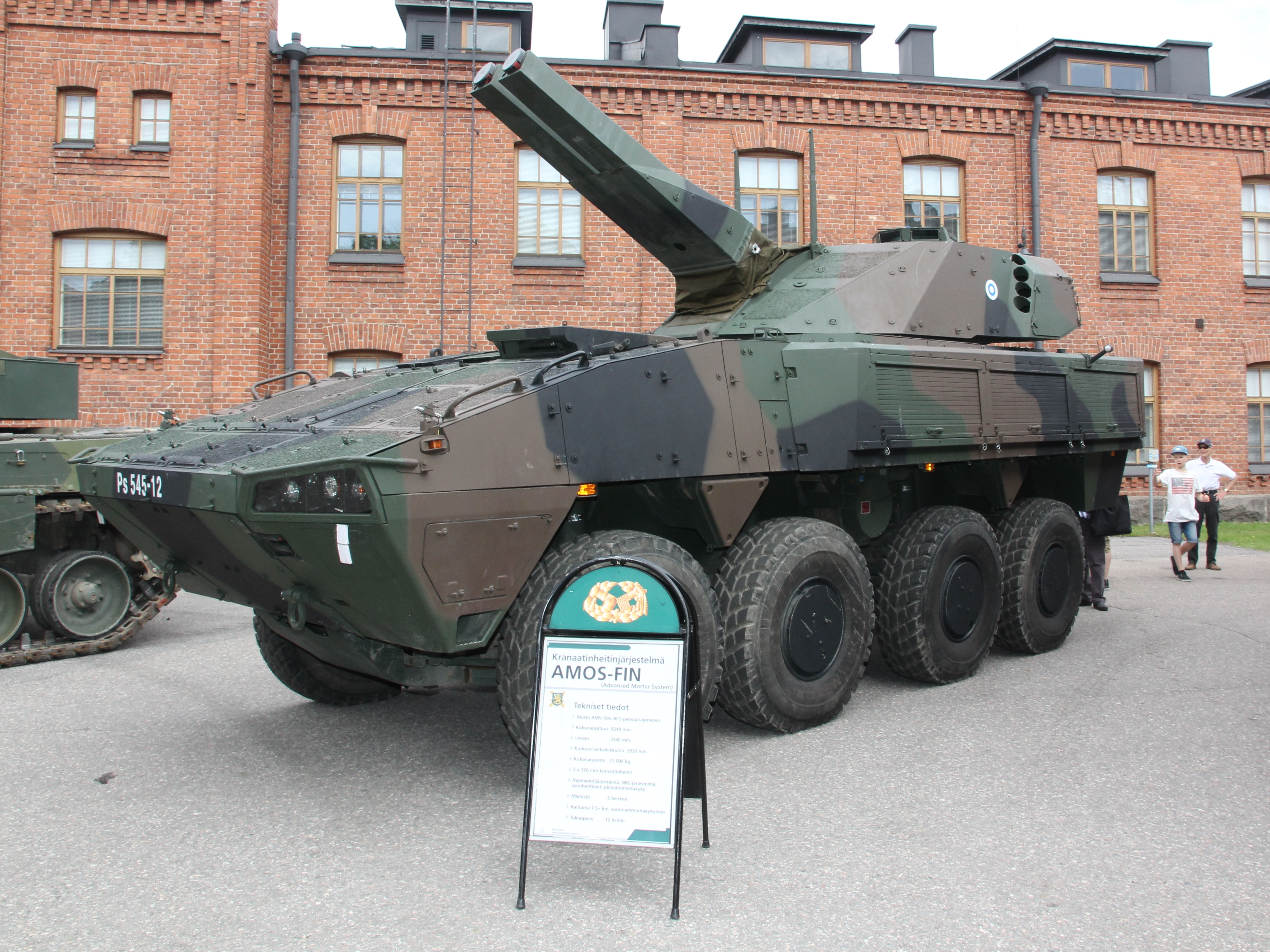
搭载AMOS迫击炮系统的帕特里亚AMV

### 战车
- 6x6装甲车（英语：Patria 6×6），装甲输送车
- 帕特里亚AMV，装甲输送车
- 帕特里亚帕西（英语：Patria Pasi），装甲输送车
- 西苏RA-140 DS（英语：Sisu RA-140 DS），排雷车

### 武器
- 155 GH 52 APU（英语：155 GH 52 APU），榴弹炮
- AMOS，自动装弹迫击炮系统
- 帕特里亚NEMO（英语：Patria NEMO），遥控自动装弹迫击炮系统
- 帕特里亚PML 127 OWS（英语：Patria PML 127 OWS），遥控武器站
- 水雷2000（英语：Sea Mine 2000），水雷

## 引用
1. ↑  . 2024-04-10.
2. ↑  . 2024-04-10  [2024-04-10]. （原始内容存档于2024-08-06）.
3. ↑  . 2023-06-19.
4. ↑  . 2022-01-03  [2024-04-10]. （原始内容存档于2024-04-10）.
5. ↑  . 2021-12-10  [2024-04-10]. （原始内容存档于2024-04-10）.
6. ↑  . 2021-10-29  [2024-04-10]. （原始内容存档于2023-09-29）.
7. ↑  . 2024-04-10  [2024-04-10]. （原始内容存档于2024-07-22）.
8. ↑  . 2021-12-17  [2024-04-10]. （原始内容存档于2024-04-10）.
9. ↑  . 帕特里亚. 2021-03-21  [2024-04-10]. （原始内容存档于2024-04-10）.
10. ↑  Stevenson, Beth. . 国际航班. 2016-03-17  [2024-04-10]. （原始内容存档于2024-04-19）.
11. ↑   (新闻稿). 帕特里亚. 2016-05-25  [2016-05-25]. （原始内容存档于2019-04-01）.
12. ↑  . 国际航班. 2001-09-25  [2024-04-10]. （原始内容存档于2024-04-10）.
13. ↑  . NHI Industries.   [2013-01-20]. （原始内容存档于2012-09-12）.
14. ↑  "Finland Receives Suila's NH90 Program Lessons Report." 的存檔，存档日期2014-12-20. Defense Industry Daily, 2008-03-05.
15. ↑  Suila, Keijo. "Finland's Helicopter Programme." 的存檔，存档日期2014-07-27. defmin.fi, 2008-03.
16. ↑  "Finnish NH90 helicopters to receive Patria ballistic protection." 的存檔，存档日期2014-12-20. 帕特里亚, 2011-09-01.
17. ↑  . 晚报. 2015-06-18  [2015-06-19]. （原始内容存档于2015-06-19）.
18. 1 2  La Franchi, Peter. . 国际航班. 2004-11-16  [2024-04-10]. （原始内容存档于2024-04-10）.
19. ↑  . 国际航班. 1998-03-18  [2024-04-10]. （原始内容存档于2024-04-10）.
20. ↑  . 国际航班. 2006-02-21  [2024-04-10]. （原始内容存档于2024-04-10）.
21. ↑  . 国际航班. 1998-01-07.
22. ↑  . 国际航班. 2001-06-19  [2024-04-10]. （原始内容存档于2024-04-10）.
23. ↑  Hoyle, Craig. . 国际航班. 2009-06-16  [2024-04-10]. （原始内容存档于2024-04-10）.
24. ↑  Hoyle, Craig. . 国际航班. 2010-01-25  [2024-04-10]. （原始内容存档于2024-05-26）.
25. ↑  Glowacki, Bartosz. . 国际航班. 2011-06-10  [2024-04-10]. （原始内容存档于2024-04-10）.
26. ↑  Hoyle, Craig. . 国际航班. 2014-03-17  [2024-04-10]. （原始内容存档于2021-04-30）.